# Diadasia afflicta
Diadasia afflicta är en biart som först beskrevs av Cresson 1878.  Diadasia afflicta ingår i släktet Diadasia och familjen långtungebin.

## Underarter
Arten delas in i följande underarter:
- D. a. afflicta
- D. a. perafflicta